# Thailändische Badmintonmeisterschaft 1975
Die Thailändische Badmintonmeisterschaft 1975 fand vom 25. bis zum 28. September 1975 in Bangkok statt. Es war die 24. Austragung der nationalen Meisterschaften von Thailand im Badminton.

## Titelträger
| Disziplin    | Sieger                                   |
| ------------ | ---------------------------------------- |
| Herreneinzel | Bandid Jaiyen                            |
| Dameneinzel  | Thongkam Kingmanee                       |
| Herrendoppel | Bandid Jaiyen Pornchai Sakuntaniyom      |
| Damendoppel  | Thongkam Kingmanee Sirisriro Patama      |
| Mixed        | Pornchai Sakuntaniyom Thongkam Kingmanee |

Anmerkungen
Die genannten Quellen listen im Herrendoppel unterschiedliche Sieger. Badmintonthai führt Preecha Sopajaree und Pornchai Sakuntaniyom als Meister.